# Justiça distributiva
A justiça distributiva foi formulada pelo filósofo Aristóteles, que a considerava como uma forma de estabelecimento da igualdade proporcionalmente, ou seja, baseando-se no mérito do indivíduo, diferenciando-se da justiça corretiva, que prevê a igualdade absoluta.
Em 1967, John Rawls, filósofo estadunidense, apresenta um trabalho chamado "Distributive Justice", quando formula sua versão final do princípio da diferença, considerado o ponto central em sua concepção de justiça. Nela, ele trabalha o conceito de reciprocidade social, através da qual se expõe a ideia de igualitarismo democrático. Para ele, as instituições sociais devem ser estruturadas de modo que produzam um benefício maior aos menos favorecidos no longo prazo. Para isso, devem-se empregar arranjos institucionais alternativos, após confronto de projetos rivais. A teoria da justiça de Rawls pressupõe a liberdade, que queiramos uma sociedade em que as pessoas possam viver autonomamente. De acordo com a tradição Kantiana, o sujeito moral é o sujeito autônomo. Uma instituição política, para cumprir este papel, deve prover a liberdade a todos igualitariamente. Aí, há o pressuposto da tolerância para que uma sociedade seja justa, já que esta virtude permite que os sujeitos sejam autônomos.  
Para Rawls, a sociedade não é um ajuntamento, mas um empreendimento, o qual deve ser cooperativo. Aqui, as pessoas são livres para atuar sobre sua vida, mas também para organizar a própria sociedade. A justiça seria um bem social que deve ser buscado. A cooperação não precisa ser forçada, já que nesse processo todos os lados beneficiam-se. Vale lembrar que o autor defende que temos os mecanismos da escolha racional e desenha um clássico modelo de "escolhas sob incertezas", para o qual a situação levaria o indivíduo a adotar uma posição conservadora, de modo que não se expusesse a riscos, o que levaria à regra maximínima. Segundo esta teoria, dentre todos os resultados possíveis para a escolha do indivíduo, tende a ser escolhida a opção que geraria o maior benefício mínimo. Rawls abre mão da igualdade econômica quando aponta que ela ocorreria em função da cessão de privilégios por alguns indivíduos de modo a reduzir vantagens comparativas em relação a outros. Em um cenário de desigualdade, o lado menos favorecido pode encontrar-se em situação mais confortável do que em um contexto igualitário. O intelectual afirma que o real motivo para aqueles que são contra essa situação assumirem tal posição é a inveja, tida por ele como irracional. Ele prefere uma sociedade desigual, desde que ela se desenvolva em prol dos menos favorecidos.
O norte-americano é criticado por aparentemente ser adepto à crença na meritocracia. Na verdade, ele reconhece que, de fato, nas sociedades realmente existentes, há muitos pontos de partida não merecidos, o que ele chama de fortuna, e um arranjo institucional deveria minimizar, atuar sobre os privilégios, e só assim haveria organização, segundo ele. Rawls afirma que há muitos discursos sobre a meritocracia que não descontam os pontos que não são méritos do indivíduo, mas sorte, fortunas. Do ponto de vista filosófico, no entanto, ele desconfia que seja possível separar um fato fruto do mérito de outro, fruto do acaso, dada a complexidade e a mistura de ambos. O que resta a fazer é estruturar uma dinâmica social que favoreça a todos, e esse seria o papel das instituições. Vale lembrar que ele escreve Uma Teoria da Justiça num período em que os EUA faziam a transição dos direitos civis, quando o país formalmente determinava segregações. Ele pensava, a partir do 'princípio da diferença, uma sociedade que pudesse usar o talento de todos em função do bem comum. O filósofo não tinha problemas com o enriquecimento de alguns, desde que, do ponto de vista macro e a longo prazo, aquilo viesse a beneficiar toda a sociedade. Lendo Aristóteles, Rawls inspira-se e conclui que é da natureza humana o desejo de aprimorar ao máximo nossa capacidade humana, o que exerce papel sobre o plano de vida das pessoas. Sentimos prazer também em ver realizações dos outros, já que isso nos motivaria a fazer o mesmo. Temos um espírito cooperativo, ele conclui.
A justiça de que o intelectual trata é institucional, e não interpessoal. Segundo ele, uma coisa é justificar uma prática, ou instituição, e outra é justificar uma ação dentro dessa prática, desse âmbito. Ele debate também o papel do legislador, dizendo que há uma justiça aí, que não é só a virtude do juiz. Acredita-se que Rawls teria se inspirado em São Tomás de Aquino quando sugere que a justiça ocorreria em prol da sociedade como um todo, e não subordinada à mera subjetividade daquele que julga.
É necessário, portanto, quando se discute justiça, fazer a distinção entre a crítica da desigualdade e a crítica da pobreza. Rawls faz bem essa distinção. Ele dizia que, à medida que os mais pobres ascendem, as desigualdades atenuam-se. O consumo torna-se mais comum e tendemos a não comparar nossa posição a outras, em grandes sociedades, já que vivemos em grupos. A desigualdade em plano macro, para ele, não é o mais importante. A grande questão é que a estrutura social e política esteja em benefício aos mais desfavorecidos.

## Redistribuição
A filósofa Nancy Fraser trata da redistribuição quando destaca uma das maneiras de se compreender a ineficácia da justiça, que seria a injustiça econômica. Esse viés carrega consigo não apenas a marginalização econômica, ou seja, a sujeição de determinado grupo ao trabalho indesejável e mal pago, ou sem remuneração, como também a exploração de seu próprio trabalho em benefício de outros, e a privação de vida material adequada. Por outro lado, a injustiça cultural ou simbólica seria, para ela, uma segunda maneira de compreender a injustiça e que teria como exemplos a dominação cultural, o ocultamento de outras manifestações culturais, e o desrespeito a elas. Este outro aspecto da justiça, no entanto, teria como solução o que ela chama de "reconhecimento".
Deve-se ter em mente que há uma grande diferença entre a política de reconhecimento e a política de redistribuição. Segundo Fraser, a primeira tende a promover a distinção de determinado grupo, no caso, o que sofre a injustiça simbólica, ao passo que a segunda tende a extinguir a diferenciação. Este é um dilema ao qual a filósofa propõe meios de solucionar, neutralizando suas possíveis contradições e abrindo espaço à atuação de ambas as políticas mutuamente.  
O conceito de Nancy Fraser em torno das desigualdades econômicas e sua solução, que seria a redistribuição, difere do de John Rawls no sentido de que Fraser prevê a igualdade, ao passo que a Justiça distributiva de Rawls considera que o alvo das políticas públicas deve ser o menos favorecido, de modo que usufrua de amplas oportunidades, mas ele não alcançará plena igualdade de recursos em relação ao "afortunado".